# Julien-Édouard-Alfred Dubuc
Julien-Édouard-Alfred Dubuc (21 janvier 1871 - 27 octobre 1947) est un homme d'affaires et homme politique canadien, surtout reconnu pour son rôle considérable dans le développement économique et industriel de la région du Saguenay-Lac-Saint-Jean. De 1896 à 1922, il est à la tête de la Compagnie de Pulpe de Chicoutimi, la première entreprise canadienne-française multinationale œuvrant dans le domaine des pâtes et papiers. Ardent défenseur de l’émancipation économique des canadiens-français, il encouragera la formation des premiers syndicats catholiques dans son entreprise et sera le député fédéral de la circonscription Chicoutimi—Saguenay (1925-1945) et le maire de Chicoutimi (1934-1936).

## Biographie

### Jeunesse et début de carrière

#### Jeunesse
Julien-Édouard-Alfred Dubuc naît le 21 janvier 1871, à Saint-Hugues, en Montérégie (Québec). Il est l’aîné des cinq enfants du marchand Joseph-Alfred Dubuc de Sherbrooke, un commis-marchand œuvrant dans le commerce d’épicerie qui connut, au cours de sa carrière, certaines difficultés économiques. En 1874, la famille s'installe sur la rue Wellington, dans le centre-ville de Sherbrooke.
En 1880, à l'âge de neuf ans, Dubuc commence ses études commerciales bilingues au Séminaire de Sherbrooke (également appelé Séminaire St-Charles-Borromée) où il obtiendra d'excellents résultats dans le cours commercial, et recevra plusieurs distinctions pour ses résultats scolaires. Déjà à cet âge, il se montre premier de classe en ce qui a trait à la gestion bancaire et termine ses études parmi les meilleurs diplômé en juin 1885. Peu avant la fin de ses études, il sera engagé comme commis à la Banque Nationale de Sherbrooke.
Déjà dans le milieu des banques à l’âge de 14 ans, il monte rapidement les échelons administratifs de l'institution pour passer de simple commis à comptable en 1890. C'est à la suite de cela qu'il se greffe à plusieurs organisations comme l’Union commerciale et le club de raquetteurs Tuques Rouges où il devient secrétaire et assistant-secrétaire, une occasion de créer des liens dans les milieux financiers de l'époque. Au printemps 1892, il est promu chef de bureau à Sherbrooke et siège, à 21 ans, sur le conseil d’administration de l’Union commerciale aux côtés du gérant général de la Banque Nationale à Québec, du maire de Sherbrooke, des représentants de la Eastern Township Bank et de quelques-uns de ses collègues.

#### Arrivée au Saguenay

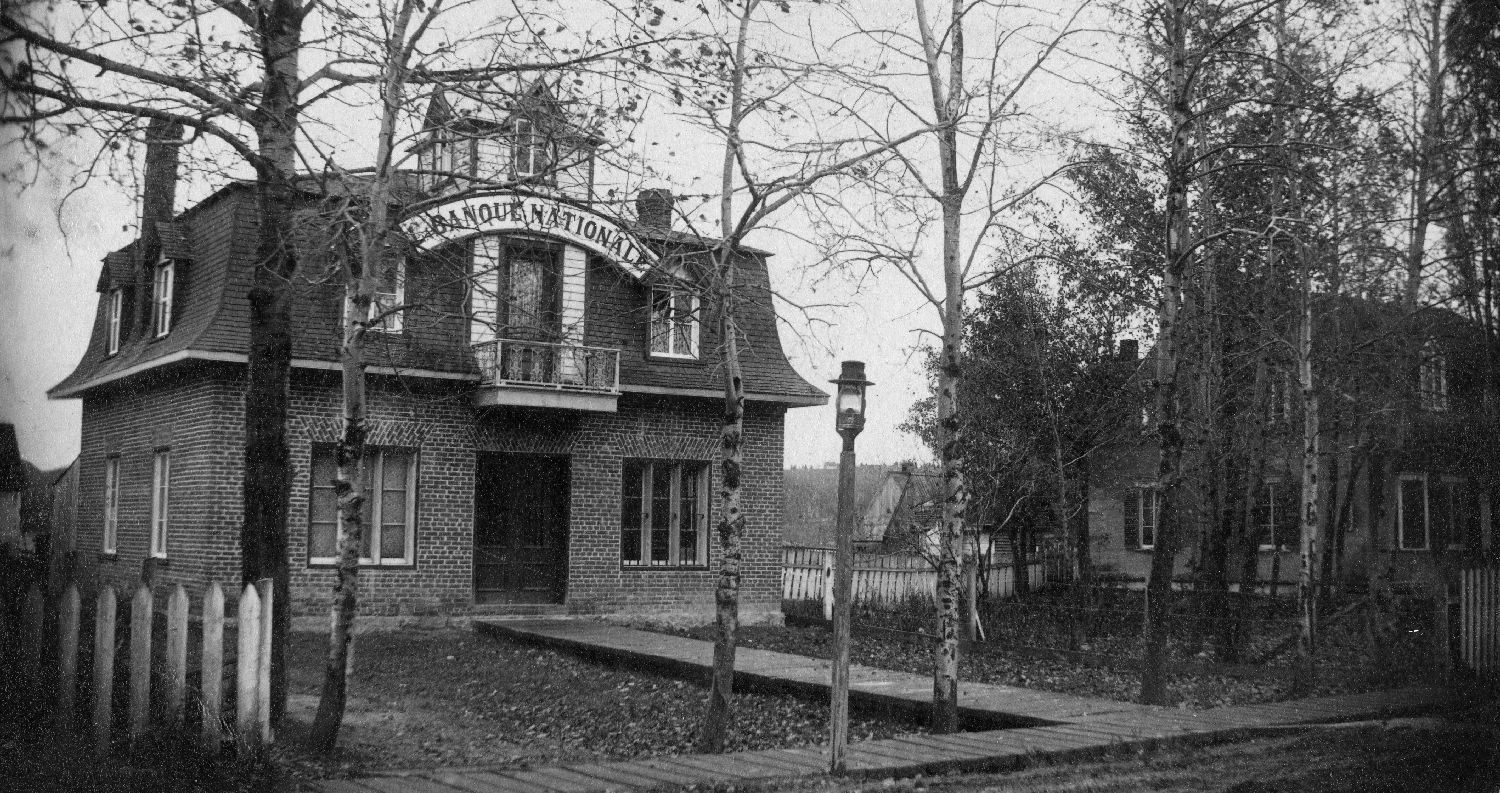
Banque Nationale de Chicoutimi en 1892.

Le 21 septembre 1892, Dubuc reçoit un communiqué qui le somme de rencontrer les directeurs de la Banque Nationale. Ils lui proposent le poste de directeur-gérant de la toute nouvelle succursale de Chicoutimi, place laissée vacante par Napoléon Vézina. Le 27 septembre 1892, il quitte Sherbrooke pour Chicoutimi avec quelques réticences :

« [...] l'on m'offrit la gérance de Chicoutimi, poste dont l'éloignement ne m'attirait guère et que je fut tenté de refuser. Mais on me fit valoir les chances d'avenir de cette région nouvelle et je commençai d'entrevoir une carrière de banquier qui m'amènerait sans doute un jour au poste prestigieux d'inspecteur général. »

Âgé de seulement 21 ans à son arrivée au Saguenay, ce dernier s'implique dans le développement économique de son nouveau milieu en investissant dans l'industrie laitière et l'exportation de ses dérivés, tel que le fromage et le beurre, hors de la région du Saguenay-Lac-Saint-Jean. Ce dernier investit également dans l'exploitation de mines de mica à Tadoussac. Jeune homme très catholique, son poste privilégié dans le milieu des banques lui permettra d'accorder un financement aux dettes des institutions religieuses locales telles que l'Hôpital et le Séminaire de Chicoutimi. Son implication dans le milieu des affaires lui permettent d'obtenir des liens avec des investisseurs étrangers et son poste en importance à la Banque Nationale rapproche ce dernier de la vie municipale de la jeune ville de Chicoutimi. Il tisse rapidement des amitiés avec le milieu capitaliste de Chicoutimi et les institutions.
Le 21 juin 1893, Dubuc retourne dans son village natal pour marier avec Anne-Marie Palardy, une amie d'enfance. Ils installeront leur première maison à Rivière-du-Moulin, à l'est de Chicoutimi. Ils auront un premier enfant en 1896 qui sera suivi de 14 autres enfants dont seulement 5 survivront (Antoine, Vincent, Marie, Marthe et Esther).
L'arrivée du train à Chicoutimi en 1893 vient donner un nouveau souffle à la ville. Dubuc, avec l'aide du journaliste Joseph-Dominique Guay, qui deviendra maire de la ville en 1895, prennent compte de l'immense potentiel des nouvelles voies de communication et des ressources forestières en aval de la rivière Chicoutimi et fondent la Compagnie de Pulpe de Chicoutimi (C.P.C.). Faute d'investisseurs intéressés dans le projet des deux hommes, Dubuc et Guay amassent eux-mêmes les capitaux nécessaires pour lancer l'entreprise. Dubuc sera également, en 1895, un des fondateurs de la Compagnie des eaux et de l'électricité de Chicoutimi qui, à cette époque, deviendra propriétaire du futur site de la Pulperie de Chicoutimi.

### Dubuc l'entrepreneur (1896-1924)

#### Directeur de laCompagnie de Pulpe de Chicoutimi

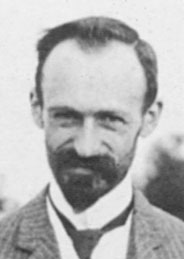
J.-É.-A. Dubuc à la fin du XIXe siècle.

Julien-Édouard-Alfred quitte la Banque Nationale et devient directeur-gérant de la Compagnie de Pulpe de Chicoutimi en 1896. Pendant les premières années d'expansion de la Pulperie, Dubuc achète le système public de téléphone de Chicoutimi et le renomme Compagnie de téléphone Saguenay-Québec. À la suite de l'achat en 1898, il étendra le réseau jusqu'à Québec.
En 1900, la Compagnie de Pulpe de Chicoutimi reçoit la médaille d'or à l'Exposition universelle de Paris pour la qualité de la production. La pulperie de Chicoutimi prend de l'expansion et entraîne la ville dans une croissance continue. Chicoutimi est bientôt appelée « Capitale mondiale de la pulpe » et Dubuc acquiert le titre de « Roi de la pulpe ». Impliqué dans la collectivité, Julien-Édouard-Alfred Dubuc fut un patron exemplaire. En 1907, il appuie la création du premier syndicat catholique d'Amérique du Nord et paie ses ouvriers en argent. Cette même année, il se porte acquéreur du Progrès du Saguenay, sauvant l'entreprise de Joseph-Dominique Guay de la faillite. Sa dévotion pour les causes sociales et l'émancipation des Canadiens-français lui valent la croix de Chevalier de l'Ordre de Saint-Grégoire-Le-Grand qui lui sera remis par le pape Pie X. Les avantages sociaux qu'offre la Pulperie de Chicoutimi ne plaisent pas forcément à William Price, son principal concurrent établi sur la Rivière-aux-Sables à Kénogami, qui paie ses employés avec des bons d'achats.

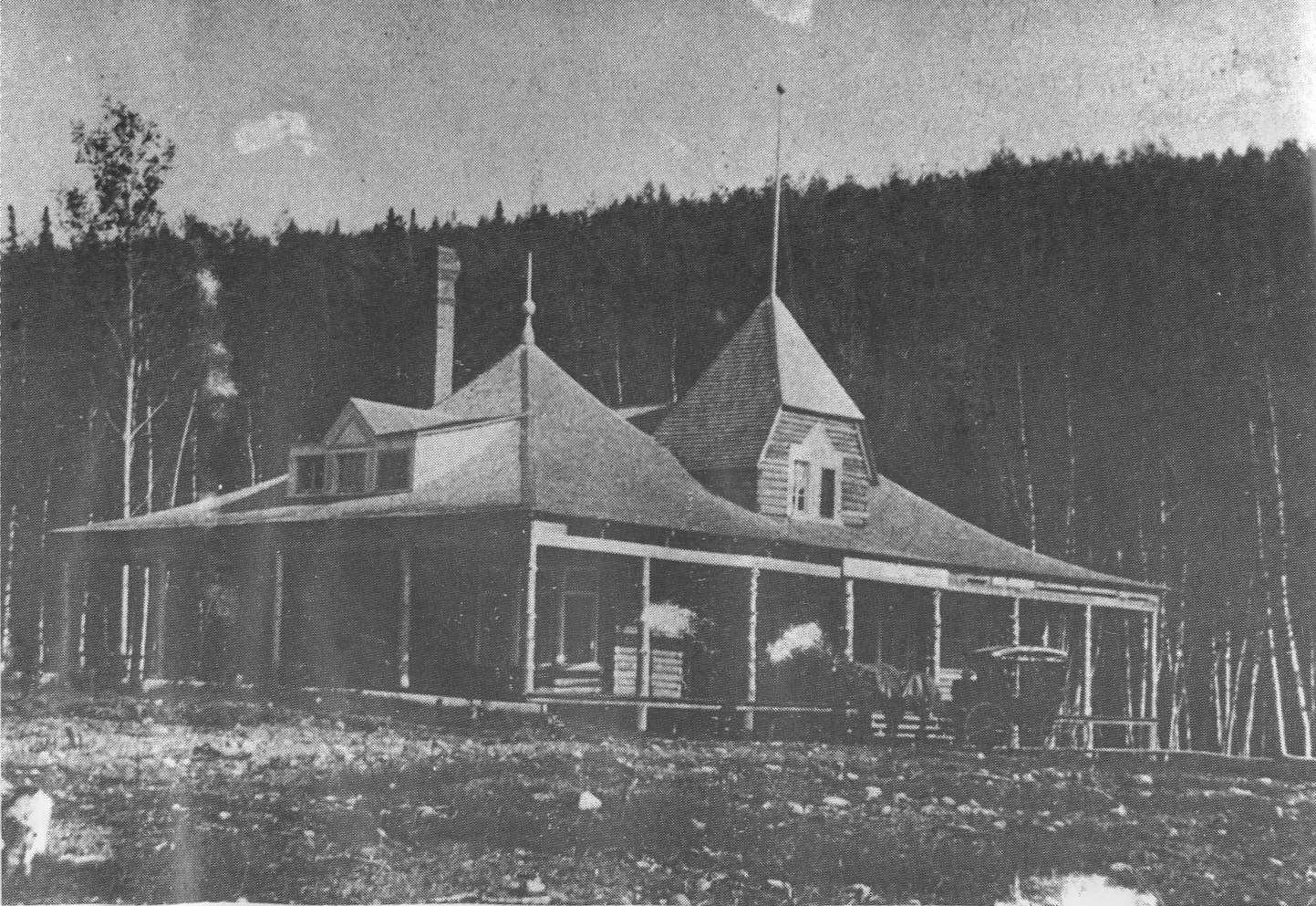
La Villa-Marie de J.-É.-A. Dubuc sur les rives du lac Kénogami.

En 1904, J.-É.-A. Dubuc achète plusieurs terres sur les rives du lac Kénogami et y construit une résidence secondaire à laquelle il donne le nom de Villa-Marie en l'honneur de sa femme (Anne-Marie Palardy). La demande de papier journal se fait de plus en plus importante en France et en Angleterre et, pour augmenter la production, Dubuc décide d'acquérir le pouvoir d'eau de la rivière Chicoutimi. Il y construira une digue et un moulin et achètera des concessions forestières en amont des rivières Chicoutimi et du Moulin. Dubuc devient très influent dans l'économie régionale et préside la chambre de commerce de Chicoutimi en plus d'implanter plusieurs infrastructures telles que l'alimentation en eau, l'électricité, la protection contre les incendies, le téléphone, le chemin de fer Roberval-Saguenay, des installations portuaires et un quartier ouvrier dans la ville de Chicoutimi.

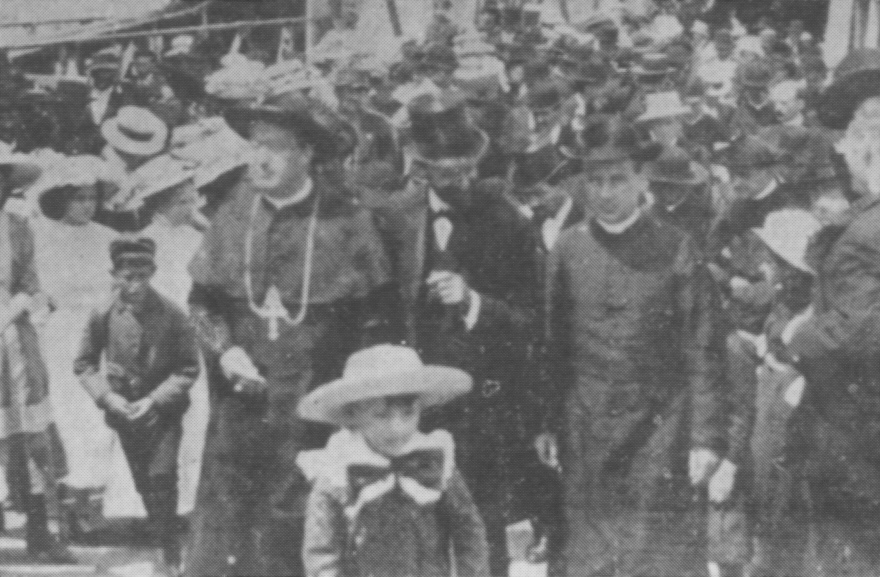
Dubuc (au centre) faisant visiter la Pulperie de Chicoutimi à Mgr Stagni (à gauche) en 1921.

En 1909, La Compagnie de Pulpe de Chicoutimi absorbe la Compagnie de Pulpe de Ouiatchouan de Val-Jalbert qui devient une filiale. Dubuc décide également de concentrer les énergies de la compagnie uniquement sur la production de pâte à papier, car la production de papier s’avère trop coûteuse et risquée, selon lui il fallait beaucoup trop d'investissement pour faire un tel projet dans une région éloignée. Dubuc entreprend un voyage en France à l'hiver 1909-1910, il est alors propriétaire de la plus importante compagnie de pâte mécanique du Canada.

#### LaNorth American Pulp and Paper Companies
Un problème éminent commence à préoccuper Dubuc en 1914. Malgré l'entreprise florissante qu'il dirige, il prévoit une chute de la demande de pulpe de bois au début des années 1920. Décidant de partir à la recherche de nouveaux capitaux, J.-É.-A. Dubuc part en Europe et y trouve des investisseurs anglais. Ceux-ci sont intéressés à la création d'une usine de pâte chimique à Port-Alfred. Le projet sera repoussé par la Première Guerre mondiale qui éclatera en Europe cette année-là. Des groupes de financiers américains approchent Dubuc pour la création d'un regroupement dans le but de relancer l'usine de pâte chimique de Chandler en Gaspésie. La North American Pulp and Paper Companies (N.A.P.P.) est fondée et Dubuc y annexe la C.P.C. et devient président de ce consortium d'entreprises qui devient la plus puissante organisation de pâte et papier de l'Amérique du Nord. J.-É.-A. Dubuc s'installe à Chandler pour lancer l'usine qui deviendra un succès sur le plan de la productivité.
Dubuc devient, à cette époque, une personnalité importante du monde des affaires nord-américain. On organise des réceptions en son honneur dans des villes américaines comme Philadelphie (mars 1916) et les journaux nationaux le décrivent comme étant l'exemple parfait de l'entrepreneur canadien-français.
En 1917, Dubuc fonde à l'aide d'investisseur anglais, Ha! Ha! Bay Sulphite, près de Bagotville (aujourd'hui arrondissement La Baie) au Saguenay, usine qui fabrique une nouvelle pâte chimique. Du même coup, il fonde la ville de Port-Alfred (aujourd'hui arrondissement La Baie), qui porte son nom, afin de loger les ouvriers à proximité des installations.

#### La chute de l'empire Dubuc
Le début des années 1920 seront les derniers temps de prospérité du trust de Dubuc. Dès 1922, la compagnie connaît une baisse de sa production. Celle-ci changera de nom cette même année. Les causes de cette baisse résident dans l'augmentation de la compétition de la part de sir Herbert Holt et des pays Scandinaves ainsi que du refus des investisseurs de débloquer des fonds pour la modernisation des installations afin de produire du papier.
Dubuc, dans une dernière tentative de sauver la compagnie, émet pour 3 millions de dollars d'actions de la compagnie. Le principal acheteur est le rival de J.-É.-A. Dubuc, William Price, qui gère la Price Brothers & Company, entre au conseil d'administration de la Compagnie de Pulpe et de pouvoir d'eau du Saguenay en 1924. La même année, Dubuc démissionne de son poste de directeur-gérant prétextant des raisons de santé. Il quitte le Saguenay pour l'Europe (France et Angleterre) pendant quelque temps. La C.P.C. liquidera ses avoirs en 1924. La Pulperie de Chicoutimi fermera en 1930.
Toutefois, Dubuc ne perd pas tout. Toujours propriétaire de compagnies de téléphones, d'électricité (qu'il gère avec son fils Antoine Dubuc), et de nombreuses terres au Saguenay, en Gaspésie et à Montréal par la Chicoutimi Freehold Estates limited, il devient directeur des magasins Côté et Boivin ainsi que propriétaire du Progrès du Saguenay au cours des années 1920. Il sera président de la compagnie électrique du Saguenay jusqu'en 1939

### Dubuc le politicien (1925-1945)

#### Politique fédérale

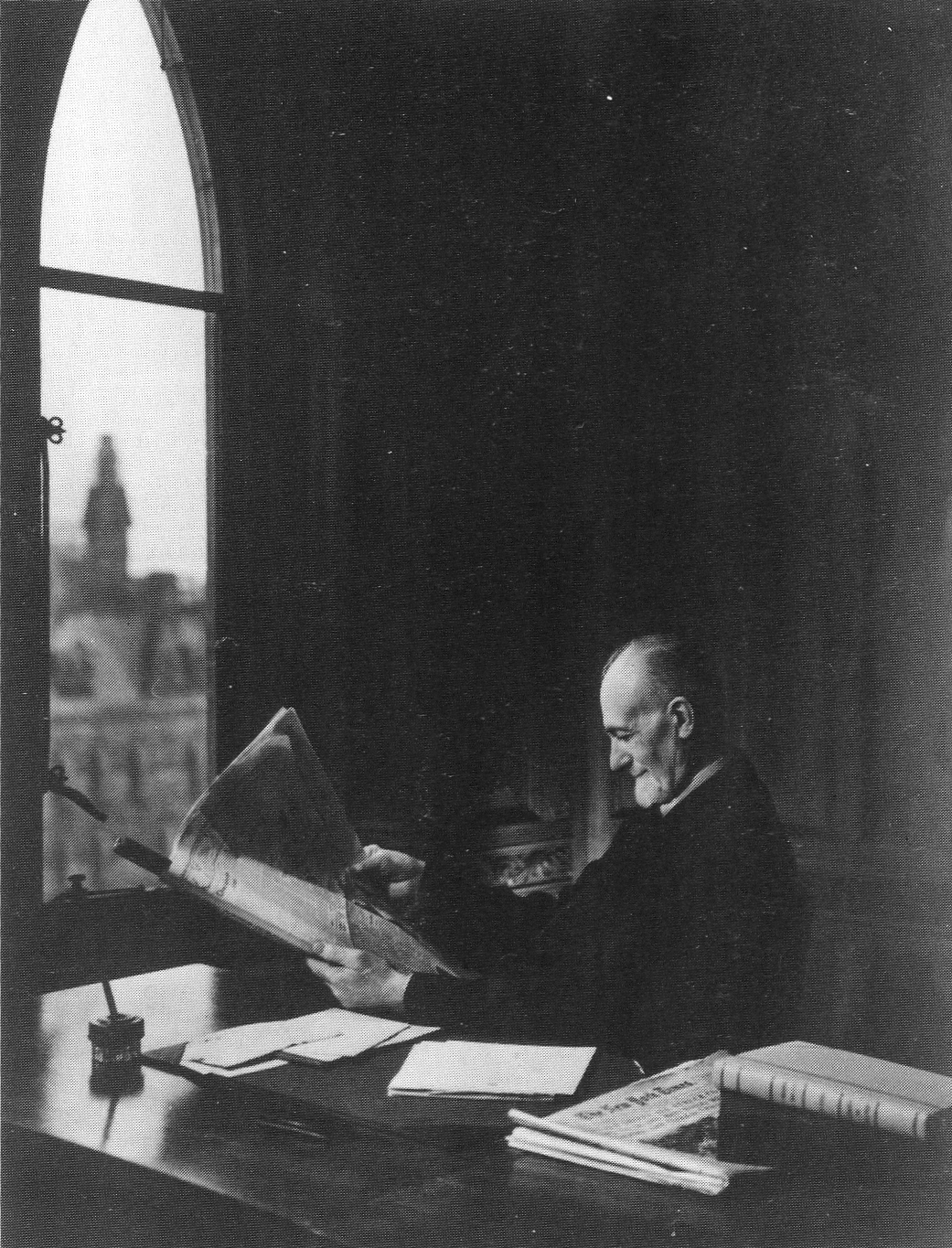
Julien-Édouard-Alfred Dubuc, député fédéral de la circonscription de Chicoutimi (1925-1945).

C’est à l’assemblée d’investiture libérale de Chicoutimi, en 1925, que Julien-Édouard-Alfred Dubuc se présente pour devenir candidat. Ne remportant pas l’appui des membres du parti, il perd, devancé par le marchand Louis-Joseph Levesque de Bagotville qui reçoit l’appui de l’organisation libérale. Refusant la décision, il fait campagne contre le candidat libéral officiel et se présente indépendant. Même si Dubuc n’obtient pas de majorités dans les villes de Jonquière, Kénogami, Port-Alfred, Bagotville et Grande-Baie, sa popularité dans Chicoutimi lui suffisent pour remporter le comté avec près de 2 500 voix d’avance. C’est donc en octobre 1925 qu’il succède à Edmond Savard, en devenant représentant libéral-indépendant de la circonscription de Chicoutimi. Dubuc devient, à la suite de son élection, candidat officiel du parti et remporte de nouveau lors du scrutin du 14 septembre 1926.
Pour l’élection de 1930, certains libéraux auquel l’attitude indépendante de Dubuc déplait décident de lui présenter un adversaire de taille. Après avoir demandé à J.-Augustin Tremblay, ancien maire de Chicoutimi, au colonel J.H. Price, président de la Price Brothers and Company qui refusèrent, ils se tournent vers Gustave Delisle, ancien député provincial qui vient appuyer son opposant : Joseph-Adam Lavergne. Même si Dubuc reçoit l’appui du premier ministre William Lyon Mackenzie King, il ne sera élu qu’avec une faible avance.
En tout, ce dernier sera à la chambre des communes pour la circonscription de Chicoutimi pendant 20 ans (1925-1945).
Sur le plan personnel, cette période de la vie de Dubuc sera assombrit par la mort de son épouse, Anne-Marie Palardy, en 1928. Ce dernier ne se remariera pas.
Le député Dubuc fut reconnu comme un homme politique tranquille qui ne prenait pas souvent la parole. S'exprimant surtout contre la conscription lors du début de la Seconde Guerre mondiale, il contribua à la mise en marche de chantiers de réflexions pour certaines routes régionales ainsi que la construction du port de Chicoutimi.
Dubuc sera remplacé, en 1945, par le candidat indépendant Paul-Edmond Gagnon.

#### Politique municipale
J.-É.-A. Dubuc sera également maire de la ville de Chicoutimi, lors de la Grande Dépression, de 1932-1936. Pour relancer l'économie de la ville, Dubuc décrète la mise en marche de grand travaux de constructions tel que la canalisation de la Rivière-aux-Rats, la construction du Pont St-Anne et de l'Hôtel de ville actuel ainsi que l'aménagement de la promenade de Rivière-du-Moulin aux abords du Saguenay. Henri-L. Duhaime  succédera à Dubuc en 1936.

### Fin de vie
Julien-Édouard-Alfred Dubuc se retire de la vie publique en 1945.
Décédé en octobre 1947 à l'âge de 76 ans dans son domaine reconstruit au Portage-des- Roches, Laterrière, Québec.

## Chronologie de J.-É.-A. Dubuc
- 1871 Naissance à Saint-Hugues, Québec
- 1880 Commence ses études commerciales au Séminaire de Sherbrooke (9 ans)
- 1885 Il est engagé comme commis à la Banque Nationale de Sherbrooke (14 ans)
- 1892 Transfert à Chicoutimi, il est nommé gérant de la succursale de la Banque Nationale de cette ville naissante. (21 ans)
- 1893 Mariage avec Anne-Marie Palardy (22 ans)
- 1896 Devient directeur-gérant de la Compagnie de Pulpe de Chicoutimi (25 ans)
- 1898 Fonde la Compagnie de téléphone Saguenay-Québec (27 ans)
- 1906 Reçoit la croix de chevalier de l'Ordre de Saint-Grégoire-Le-Grand (35 ans)

- 1947 Mort au Portage-des-Roches, Laterrière, Québec (76 ans)

## Héritage

### LeSaguenayaux Saguenéens
C'est principalement pour l'exploitation des ressources forestières et pour le pouvoir d'eau que la région du Saguenay-Lac-Saint-Jean fut colonisé au cours du XIXe siècle. Bien que les canadien-français y ont toujours été en majorité depuis le début du peuplement, le territoire fut acquis rapidement au départ par des intérêts étrangers (anglo-canadiens et américains) qui firent fortunes avec les ressources abondantes. Le monopole de l'exploitation des ressources du Saguenay appartenu longtemps à la famille Price qui après avoir pris possession des parts de la Société des 21 avec Peter McLeod, devint la seule propriétaire de l'immense territoire forestier que représente la région à la mort de ce dernier.
La conjoncture économique dans les pays occidentaux à la fin du XIXe siècle et l'arrivée du train à Chicoutimi, ville toute jeune, seront des facteurs incitatifs pour un groupe de canadiens-français, menés par Joseph-Dominique Guay, qui se lanceront le projet de la Compagnie de Pulpe de Chicoutimi dans le but de redonner à des intérêts canadiens-français. J.-É.-A. Dubuc est nommé à la tête de la première compagnie qui œuvre dans le domaine des pâtes et papier dans la région avec la Pulperie de Chicoutimi sur la rivière Chicoutimi, en devançant William Price III qui poursuivit cette jeune compagnie croyant posséder l'intégralité du territoire. La Compagnie de Pulpe de Chicoutimi réussira à obtenir 2 325 kilomètres carrés pour la coupe. Majoritairement près du peuplement autour de la Rivière-du-moulin, de la Rivière-à-Mars ainsi qu'aux alentours du Lac Kénogami.
Décrit comme « patriote sincère [qui] voulut toujours [...] l'ascension de ceux de sa race », Dubuc participa à la création de la société saguenéenne en développant les infrastructures d'exploitations des ressources naturelles, les réseaux ferroviaires et maritimes qui désenclavèrent la région et qui permirent l'exportations des ressources ainsi qu'une base pour le développement économique du Saguenay-Lac-Saint-Jean.

### Nom de lieux en hommage à J.-É.-A. Dubuc
- Pont Dubuc (Chicoutimi)[4]
- Rue Dubuc (Chicoutimi)[5]
- Rue Alfred-Dubuc (La Baie)[6]

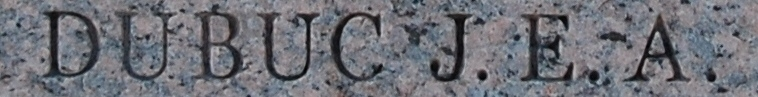
Inscription identifiant Julien-Édouard-Alfred Dubuc comme étant un commanditaire de la Croix de Sainte-Anne.

- Dubuc (circonscription provinciale)
- La paroisse Saint-Édouard (La Baie)
- Le Mont Édouard
- L'ancienne ville de Port-Alfred, (La Baie)
- Pic Dubuc, (Monts Valin)
- Ancienne usine Dubuc (Alcan)
- Chalet Dubuc (Laterrière)

## Sources
- Jean-François Hebert, La pulperie de Chicoutimi: Un siècle d'histoire, La Pulperie de Chicoutimi, Chicoutimi, 1998, 100 p.  (ISBN 2980395544)
- Jean-Pierre Charland, Les pâtes et papiers au Québec 1880-1980, Institut québécois de recherche sur la culture, Documents de recherche 23, 1990, 447 p.
- Russel Bouchard et Normand Perron, Chicoutimi: la formation de la métropole régionale, Société historique du Saguenay, Chicoutimi, 1988, 78 p.  (ISBN 2980037354)
- Alfred Dubuc, "Julien-Édouard-Alfred Dubuc : le jeune banquier", Saguenayensia, Société historique du Saguenay, Chicoutimi, janvier-mars 2005, pages 22–31
- Les maires des centres industriels de la région du lac St-Jean, Revue du Québec Industriel, août 1937, volume II, no 3, p. 8.
- Le Progrès du Saguenay, J.-A. Dubuc réélu maire de Chicoutimi, jeudi 2 août 1934, p. 8.